# Carunchio (Abruzzen)
Carunchio ist eine italienische Gemeinde mit 541 Einwohnern in der Provinz Chieti in den Abruzzen. Sie liegt etwa 56,5 Kilometer südsüdöstlich von Chieti und gehört zur Comunità montana Alto-Vastese. Carunchio ist ein sehr typisches mittelitalienisches Bergdorf. Die Kirche ist immer auf der Spitze des Hügels und rund herum sind dann die Häuser gebaut. 

## Geschichte
1173 wird der Ort erstmals urkundlich in der päpstlichen Bulle zur Abgrenzung der Diözese Chieti erwähnt.

## Verkehr
Durch die Gemeinde führt die Strada Statale 86 Istonia von Vasto nach Forlì del Sannio.